# Josef Lhévinne
Josef Lhévinne, właśc. ros. Иосиф Аркаадьевич Левин Iosif Arkadjewicz Lewin (ur. 1 grudnia?/13 grudnia 1874 w Orle, zm. 2 grudnia 1944 w Nowym Jorku) – amerykański pianista pochodzenia rosyjskiego.

## Życiorys
W latach 1885–1892 studiował w Konserwatorium Moskiewskim u Wasilija Safonowa. Był też uczniem Nikołaja Zwieriewa. W wieku 15 lat wykonał V Koncert fortepianowy Ludwiga van Beethovena z orkiestrą pod batutą Antona Rubinsteina. W 1895 roku został laureatem Konkursu im. Rubinsteina w Berlinie. Wykładał w konserwatoriach w Tbilisi (1900–1902) i Moskwie (1902–1906). W 1906 roku debiutował w Nowym Jorku, grając V Koncert fortepianowy Antona Rubinsteina pod batutą Wasilija Safonowa. Od 1907 do 1919 mieszkał w Berlinie, jako obywatel rosyjski był internowany podczas I wojny światowej. W 1919 roku osiadł w Stanach Zjednoczonych. Wykładał w nowojorskiej Juilliard School.
Zasłynął jako wykonawca romantycznych utworów fortepianowych, m.in. Chopina i Czajkowskiego. Od 1898 roku był żonaty z pianistką Rosiną z d. Bessie, z którą występował razem w duecie. Opublikował pracę Basic Principles in Pianoforte Playing (Filadelfia 1924).